# Héctor Gómez Hernández
Héctor José Gómez Hernández (Santa Cruz de Tenerife, 16 de noviembre de 1978), conocido como Héctor Gómez, es un político español del Partido Socialista Obrero Español. Es el embajador de España ante la ONU en Nueva York (desde diciembre de 2023).
Anteriormente, fue ministro de Industria, Comercio y Turismo del Gobierno de España en 2023, presidente de la Comisión Constitucional del Congreso de los Diputados entre 2022 y 2023, portavoz del Grupo Socialista en el Congreso de los Diputados entre 2021 y 2022 y secretario de Relaciones Internacionales de la Comisión Ejecutiva Federal del PSOE entre 2017 y 2021. Está en posesión de la Gran Cruz de la Real y Distinguida Orden de Carlos III, por acuerdo del Consejo de Ministros el 30 de julio de 2024. 

## Biografía

### Primeros años de vida y formación
Nació en el 1978 en Santa Cruz de Tenerife, y vivió durante su infancia y juventud en Guía de Isora, municipio del sur de Tenerife. Cursó los estudios de bachillerato en el Instituto Tágara de Guía de Isora. Es diplomado en Turismo por la Escuela Universitaria de Turismo, licenciado en Ciencias del Trabajo y graduado en Derecho. Posee el título de Agente de Desarrollo Local por la Junta de Andalucía. 

### Inicios en la política
Se afilió al PSOE en el año 2003. Sus inicios en la política fueron en el Ayuntamiento de Guía de Isora, asumiendo diferentes responsabilidades.
En las elecciones generales del 28 de abril de 2019 y 10 de noviembre del mismo año fue el cabeza de lista por Santa Cruz de Tenerife, siendo el PSOE la fuerza más votada en esta circunscripción. Durante la XIII y XIV Legislaturas fue el portavoz de la Comisión de Asuntos Exteriores, hasta que fue nombrado portavoz del Grupo Parlamentario Socialista en el Congreso.
Fue jefe de delegación de la Conferencia sobre el Futuro de Europa por las Cortes Generales de España desde su puesta en marcha hasta octubre de 2021. Ha formado parte de la Asamblea Parlamentaria del Consejo de Europa desde mayo de 2019 hasta diciembre del 2021.
En las elecciones generales de julio de 2023, repitió como cabeza de lista por la provincia de Santa Cruz de Tenerife, mejorando el resultado de 2019 en un escaño, alcanzando tres escaños por la provincia y resultando elegido diputado en la XV legislatura.

### Actividad profesional
Su carrera profesional está vinculada al sector turístico, donde ha ocupado responsabilidades en materia de gestión de alojamientos y booking. En el ámbito público, ha trabajado como técnico de la administración local.  
Entre 2018 y 2019 fue director general de Turespaña, organismo autónomo de promoción en el exterior de España como destino turístico. 

### Ejecutiva Federal del PSOE 2017-2021
En el 39.º Congreso del PSOE, celebrado en junio de 2017, fue elegido Secretario de Relaciones Internacionales de la CEF del PSOE, liderada por Pedro Sánchezcargo que ocupó hasta el 40.º congreso del partido, cuando comenzó a ejrcer como portavoz parlamentario del Grupo Socialista en el Congreso de los Diputados.
Durante su etapa como Secretario de Relaciones Internacionales del PSOE, cinco ministros ocuparon la cartera de Exteriores en el Gobierno de España: Alfonso Dastis (PP), Josep Borrell (PSOE), Margarita Robles (PSOE), Arancha González Laya (PSOE) y José Manuel Albares (PSOE).

### Portavoz del Grupo Parlamentario Socialista en el Congreso de los Diputados
En septiembre de 2021, fue nombrado portavoz del Grupo Parlamentario Socialista en el Congreso de los Diputados, en sustitución de Adriana Lastra.En julio de 2022 y durante su etapa de portavoz del Grupo Parlamentario Socialista se desarrolló el primer Debate del Estado de la Nación desde 2015, y hasta la actualidad. Gómez intervino en el Debate representando al Grupo Parlamentario Socialista.
Asimismo, durante su etapa de portavoz se celebraron debates y votaciones de especial relevancia en materia de política internacional, reforma laboral o el caso Pegasus, entre otros.
Posteriormente, en septiembre de 2022, fue nombrado presidente de la Comisión Constitucional del Congreso de los Diputados hasta marzo de 2023.

### Ministro de Industria, Comercio y Turismo
El 27 de marzo de 2023 el presidente del Gobierno, Pedro Sánchez, anunció su nombramiento como ministro de Industria, Comercio y Turismo, tras el cese de Reyes Maroto por su candidatura por el PSOE a la alcaldía de Madrid. Tomó posesión del cargo ante el rey Felipe VI el 28 de marzo de 2023 en el Palacio de la Zarzuela.
Durante su estancia en el ministerio, el Gobierno de España asumió la presidencia rotatoria del Consejo de la Unión Europea.En este campo, el Ministerio de Industria, Comercio y Turismo en Europa apoyó medidas de impulso a los tres sectores. En materia de Industria, los ministerios de Industria y Transición Ecológica acordaron la nueva normativa Euro 7de emisiones de coches. Asimismo, los objetivos en materia de gestión de los Fondos Europeos experimentaron un impulso notable, anunciando la convocatoria del PERTE VEC con más de 1200 millones de euros.En materia de comercio, el ministerio impulsó el acuerdo comercial con Chile y México y en materia turística, España experimentó una recuperación excepcional, superando indicadores prepandemia y aumentando el gasto en destino. Además, el propio ministro anunció que el turismo contará con 1000 millones para el Plan Turimpulsa.

### Embajador representante permanente de España ante las Naciones Unidas
El 5 de diciembre de 2023 fue designado por el Consejo de Ministros como el nuevo embajador de España ante la ONU en Nueva York. Un cargo que hasta el momento y desde 2018 ocupaba Agustín Santos Maraver.La función principal de la Representación Permanente de España ante Naciones Unidas en Nueva York es representar a España y defender sus intereses ante la sede principal de Naciones Unidas. Esta función comprende supervisar el funcionamiento de la organización y el cumplimiento de sus objetivos, así como reforzar las relaciones bilaterales entre el resto de los países. Por su parte, la Asociación de Diplomáticos Españoles (ADE), solicitó priorizar el nombramientos de diplomáticos para este tipo de puestos.Sin embargo su caso no es único ya que son muchos los países que designan a políticos y expolíticos para liderar este tipo representaciones permanentes, como es el caso de la propia Unión Europea con el nombramiento de Stavros Lambrinidis y Estados Unidos con Susan Riceo Nikki Haley, entre otros.